# Prinsessan av Cypern
Prinsessan av Cypern är en opera i fyra akter av Lars-Erik Larsson. Libretto efter Zacharias Topelius'  sagospel med samma namn.

## Historia
Verket skrevs 1936 och uruppfördes på Stockholmsoperan den 29 april 1937. Verket har även spelats på Malmö opera och musikteater 2008.

## Personer
- Chrysandros (bas)
- Chryseis (sopran)
- Anemotis (sopran)
- Medon (baryton)
- Lemminkäinen (tenor)
- Tiera (baryton)
- Helka (mezzosopran)